# 24647 Maksimachev
24647 Maksimachev eller 1985 QL5 är en asteroid i huvudbältet som upptäcktes den 23 augusti 1985 av den rysk-sovjetiske astronomen Nikolaj Tjernych vid Krims astrofysiska observatorium på Krim. Den har fått sitt namn efter Boris Alexeevich Maksimachev.